# Phantazoderus frenatus
Phantazoderus frenatus är en skalbaggsart som beskrevs av Leon Fairmaire och Germain 1864. Phantazoderus frenatus ingår i släktet Phantazoderus och familjen långhorningar. Inga underarter finns listade i Catalogue of Life.